# Vysutá

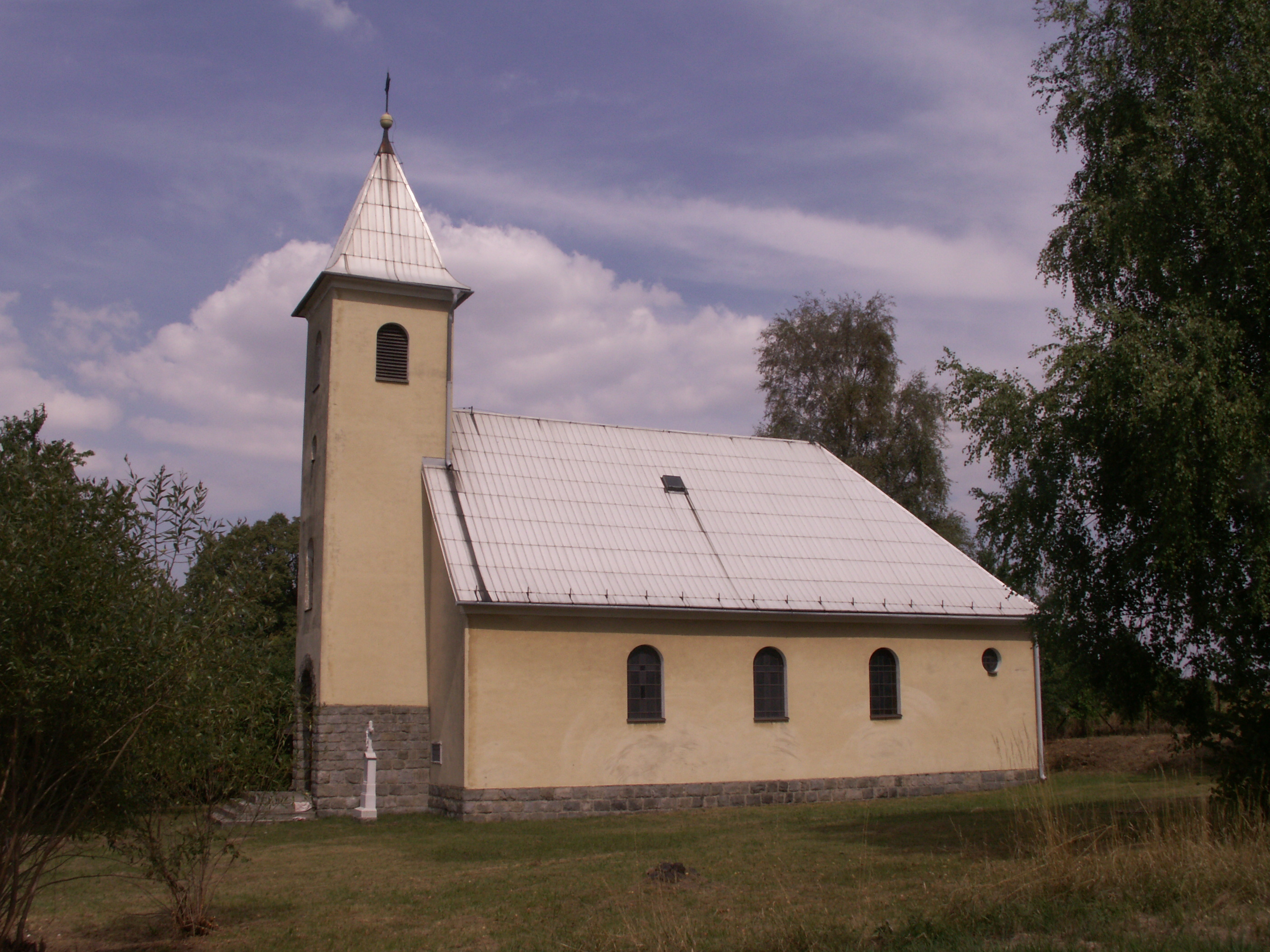
Kirche des hl. Rochus

Vysutá, bis 1949 Renertov (deutsch Rennersfeld) ist eine Grundsiedlungseinheit der Gemeinde Mikulovice in Tschechien. Sie liegt drei Kilometer westlich von Głuchołazy an der polnischen Grenze und gehört zum Okres Jeseník.

## Geographie
Das Straßendorf Vysutá befindet sich auf einer Hochebene in den nordöstlichen Ausläufern des Nesselkoppenkammes (Sokolský hřbet). Im Süden erhebt sich die Vysutá (375 m n.m.). Gegen Westen liegt das Tal des Baches Kolnovický potok/Długosz, östlich das der Biała Głuchołaska (Biele).
Nachbarorte sind Wilamowice Nyskie (Winsdorf) im Norden, Pod Czechami, Dłużnica und Rudawa (Rothfest) im Nordosten, Bodzanów und Głuchołazy im Osten, Osiedle Koszyka und Kolonia Jagellońska im Südosten, Mikulovice im Süden, Kolnovice im Westen sowie Gierałcice im Nordwesten.

## Geschichte
Die Kolonie Rennertsfeld wurde 1798 durch den Besitzer des landtäfligen Gutes Kohlsdorf, Joseph Rennert auf dem östlich von Kohlsdorf in das preußische Gebiet hineinragenden schmalen Zipfel gegründet und nach ihm benannt.
Im Jahre 1836 bestand die mit Kohlsdorf zusammenhängende, auf der Höhe gelegene Kolonie Rennertsfeld aus 43 Häusern, in denen 274 deutschsprachige Personen lebten. Haupterwerbsquellen waren der Getreide- und Flachsbau sowie der Tagelohn. Die Kinder waren nach Kohlsdorf eingeschult. Pfarrort war Niklasdorf. Bis zur Mitte des 19. Jahrhunderts blieb Rennertsfeld zum Gut Kohlsdorf untertänig.
Nach der Aufhebung der Patrimonialherrschaften bildete Rennertsfeld ab 1849 einen Ortsteil der Gemeinde Kohlsdorf im Gerichtsbezirk Freiwaldau. Ab 1869 gehörte Rennertsfeld zum Bezirk Freiwaldau. Seit den 1870er Jahren wurde der Ort Rennersfeld genannt. Entlang der Grenze zu Preußen verlief östlich und nördlich des Dorfes die Landstraße von Ziegenhals nach Giersdorf; einige in den Feldern errichtete Häuser waren nur von der preußischen Straße aus erreichbar. Der tschechische Ortsname Renertov wurde 1924 eingeführt. Beim Zensus von 1921 lebten in den 38 Häusern des Dorfes 152 Menschen, darunter 126 Deutsche. 1930 bestand Rennersfeld aus 38 Häusern und hatte 145 Einwohner. Im Mai 1938 wurde zwischen Rennersfeld und Kohlsdorf die Kirche des hl. Rochus geweiht. Nach dem Münchner Abkommen wurde das Dorf 1938 dem Deutschen Reich zugesprochen und gehörte bis 1945 zum Landkreis Freiwaldau. Nach dem Ende des Zweiten Weltkrieges kam Renertov zur Tschechoslowakei zurück; die meisten der deutschsprachigen Bewohner wurden 1945/46 vertrieben. 1949 erfolgte die Umbenennung in Vysutá, der neue Name wurde von dem ins polnische Gebiet hineinragenden Riegel abgeleitet. Wegen der Grenzlage erfolgte nur eine geringe Neubesiedlung, ein Großteil der Häuser wurde Ende der 1950er Jahre abgerissen. Im Zuge einer polnisch-tschechoslowakischen Grenzregulierung wurden 1958 die östlichen Fluren von Vysutá (15 ha) an die Gemeinde Gierałcice in Polen abgetreten und die dortigen Häuser später abgerissen; durch den südlich von Vysutá bis nach Kolnovice hineinragenden zur Stadt Głuchołazy gehörigen Zipfel wurde mittig die neue Staatsgrenze gezogen, der westliche Teil (94 ha) mit dem Hügel Vysutá kam zur Gemeinde Kolnovice. Bei der Gebietsreform von 1960 wurde der Okres Jeseník aufgehoben und Vysutá in den Okres Šumperk eingegliedert. 1961 erfolgte die Eingemeindung nach Mikulovice. Mit Beginn des Jahres 1976 verlor Vysutá den Status eines Ortsteils von Mikulovice. Seit 1996 gehört Vysutá wieder zum Okres Jeseník. Beim Zensus von 2001 lebten in den 16 Häusern von Vysutá 31 Personen.

## Ortsgliederung
Die Grundsiedlungseinheit Vysutá ist Teil des Ortsteils Kolnovice und gehört zum Katastralbezirk Kolnovice.

## Sehenswürdigkeiten
- Kirche des hl. Rochus, erbaut 1935–1938